# دهستان هرازپی جنوبی
هرازپی جنوبی، دهستانی است از توابع بخش مرکزی شهرستان آمل در استان مازندران ایران.

## جمعیت
براساس سرشماری سال ۱۳۸۵جمعیت آن ۱۶۴۰۴ نفر (۴۲۴۹ خانوار) بوده‌است.